# Gottfried Hermann von Beichlingen
Gottfried Hermann Graf von Beichlingen (* 28. November 1638; † 1703) war kursächsischer Geheimer Rat und Präsident des Oberkonsistoriums und Oberhofrichter zu Leipzig.

## Leben
Er war der Sohn der kursächsischen Stiftsrats Dietrich Wilhelm von Beichlingen und dessen Ehefrau Hedwig geborene von Kampen. Sein Großvater war „Moritz von Beichlingen zw Ostermunde“, verheiratet mit Sybilla geborene von Wangenheim. 
Kaiser Leopold I. konfirmierte, bestätigte und erneuerte auf ewige Zeiten am 16. November 1700 in Wien den Grafenstand von Gottfried Hermann von Beichlingen und dessen Erben, den diese vom im 16. Jahrhundert ausgestorbenen Adelsgeschlecht der Grafen von Beichlingen abzuleiten versuchten. Er fiel an seinem Lebensende jedoch bei Kurfürst Friedrich August I. von Sachsen wegen seines ältesten, auf der Festung Königstein inhaftierten Sohnes Wolf Dietrich in Ungnade. 
Gottfried Hermann gelangte in den Besitz der Güter Zschorna bei Dobra, Dallwitz und Baselitz bei Priestewitz. Er wurde zunächst Stiftsrat in Wurzen und danach Kammerherr des Kurfürsten von Sachsen und war als Hof-Justiz- und Kammerrat tätig, bevor er Präsident des Oberkonsistoriums und Oberhofrichter in Leipzig wurde. 
Nachdem Friedrich August 1694 nach dem Tod seines Bruders Johann Georg IV. die Regierungsgeschäfte in Kursachsen übernommen hatte, zwang er den Oberkonsistorialpräsidenten zur Niederlegung dieses Amtes. Grund dafür war die Tatsache, dass Beichlingen in der sogenannten Neitschütz-Affäre die Bigamie seines Bruders gebilligt, die Verstoßung seiner kirchlich angetrauten Gemahlin befürwortet und Friedrich Augusts Ausschluss von der Thronfolge befürwortet hatte. 
Nachdem die Grafen von Beichlingen am kurfürstlichen Hof 1703 vollständig in Ungnade gefallen waren, ließ der Kurfürst per Verordnung vom 13. Mai 1709 die Söhne des sechs Jahre zuvor Verstorbenen wieder „auf freyen Fuß“ stellen und ihre Ansprüche auf den alten Besitz erneuern.
Gottfried Hermann heiratete am 24. April 1664 Perpetua Margaretha von Lüttichau (1636–1680), die Tochter von Wolf Siegfried von Lüttichau auf Zschorna und Baselitz, kaiserlicher Rat und Reichspfennigmeister des Ober- und Niedersächsischen Kreises sowie Kanzler, Geheimer Rat und Kammerherr des Kurfürsten von Sachsen. Seine Ehefrau starb am 21. April 1680 und wurde am 16. Mai in Dresden bestattet.
Aus der Ehe gingen als Kinder hervor:
- Wolf Dietrich (1665–1725)
- Gottlob Adolph (* 5. Juli 1666; † 1713), Oberfalkenmeister – hinterließ die Söhne August Gottfried Dietrich (1733 Kammerherr) und Adolph Siegfried Graf von Beichlingen (1735 Kapitänleutnant) auf den Gütern Baßlitz, Dallwitz und Döbritzchen
- Margaretha Elisabeth (* 17. Juni 1667)
- Johanna Dorothea (1671–1672)
- Gottfried Wilhelm (* 13. Oktober 1672, war blind)
- Johann Siegfried (* 22. Februar 1674)
- Christiana Sibylla (* 27. September 1678)

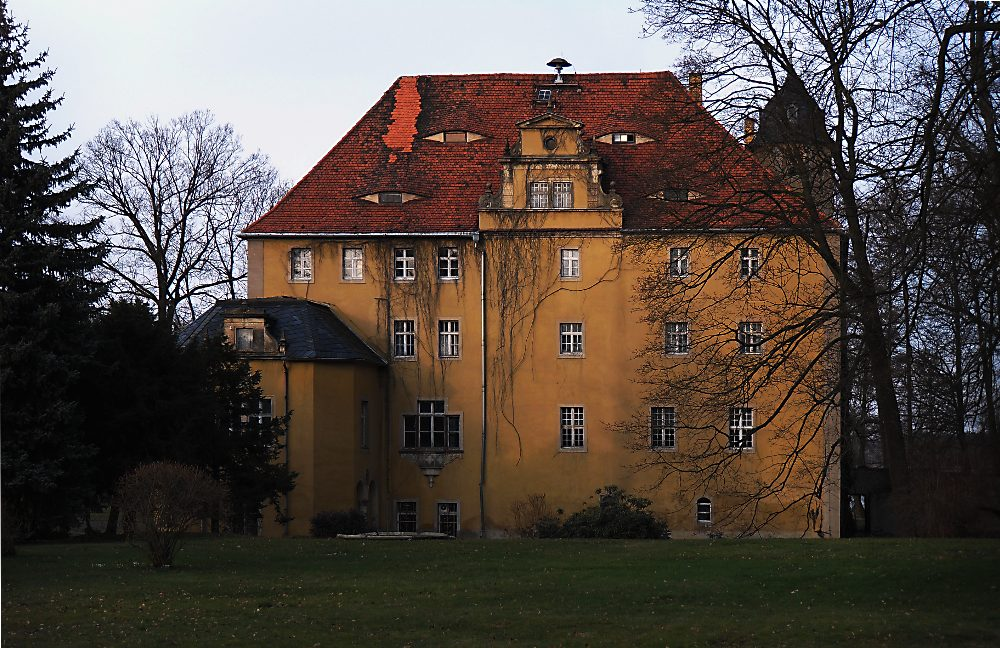
Schloss Zschorna
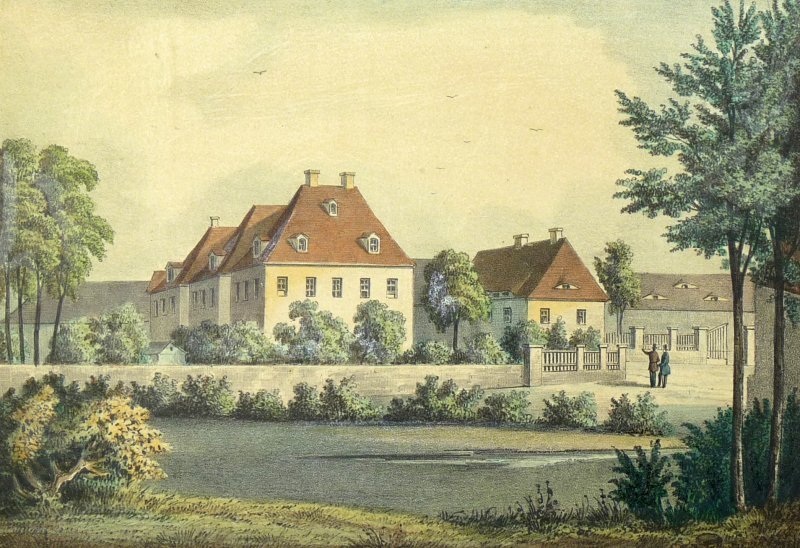
Schloss Dallwitz
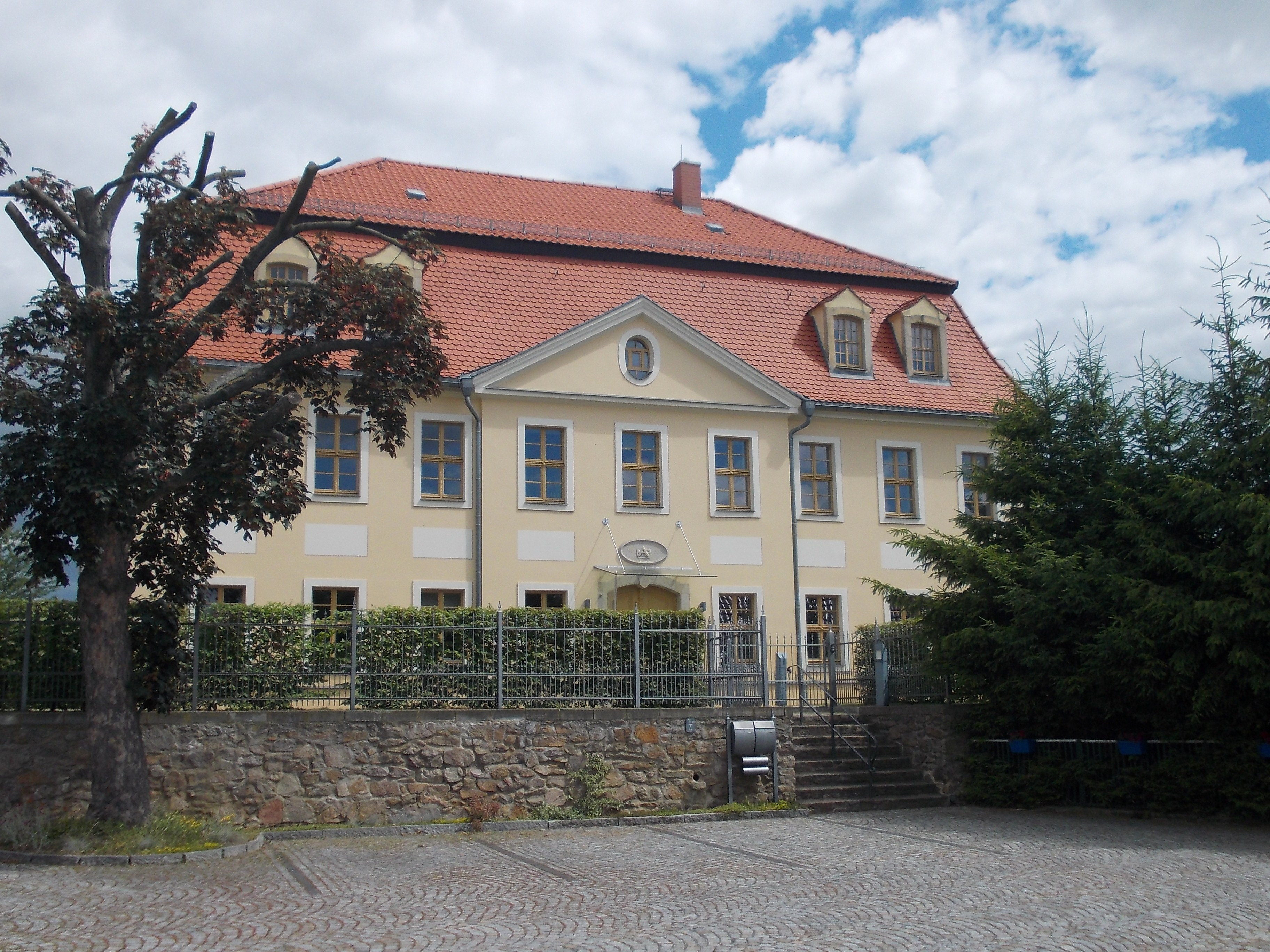
Schloss Baselitz